# Эмилиан (консул 276 года)
Эмилиан (лат. Aemilianus) — римский политический деятель и сенатор второй половины III века.

## Биография
Вероятно, его отцом был консул 244 года Фульвий Эмилиан или консул 249 года Луций Фульвий Гавий Нумизий Эмилиан. В 276 году он занимал должность ординарного консула вместе с императором Тацитом. Предположительно, его можно идентифицировать с консулом 259 года Эмилианом.